# Domus di piazza Nogara
La domus di piazza Nogara è uno degli esempi meglio conservati di edilizia privata romana di Verona e dell'Italia settentrionale. Venne costruita sul finire del I secolo a.C. e ristrutturata in più fasi; in particolare, tra II e III secolo furono realizzate alcune pavimentazioni a mosaico, ancora conservate nell'area archeologica che si trova nei locali interrati della sede della Banca Popolare di Verona.

## Storia
Il ritrovamento della domus romana è avvenuto nel 1976, durante i lavori di costruzione della sede della Banca Popolare di Verona: le strutture furono rinvenute a 3,10 metri di profondità dal piano campagna. In particolare furono trovati il cortile centrale dell'abitazione, insieme ai diversi ambienti che lo circondavano.
L'edificio residenziale venne costruito sul finire del I secolo a.C. ad un solo piano, configurazione che manterrà fino alla fine. Successivamente il cortile centrale dell'abitazione venne dotato di un porticato, di alcune vasche e di una fontana, mentre a cavallo tra il II e il III secolo furono realizzate la pavimentazioni a mosaico, verosimilmente opera di un'unica maestranza. Questo prezioso rinnovamento dell'edificio, insieme a quelli rilevati in altri edifici veronesi, segnalano come in età severiana le condizioni economiche della città si fossero mantenute discrete o che addirittura abbiano conosciuto una ripresa. In epoca più tarda furono realizzati altri piccoli interventi, mentre segni di combustioni diffuse, databili alla fine del VI secolo, fanno pensare che la distruzione e l'abbandono dell'abitazione possa collegarsi ad un grosso incendio che nel dicembre 589 distrusse gran parte di Verona, episodio raccontato da Paolo Diacono nell'Historia Langobardorum.
La musealizzazione del sito archeologico fu realizzata su progetto dell'architetto veneto Carlo Scarpa, cui era stato commissionata anche la progettazione dell'intero edificio, futura sede della banca veronese.

## Descrizione

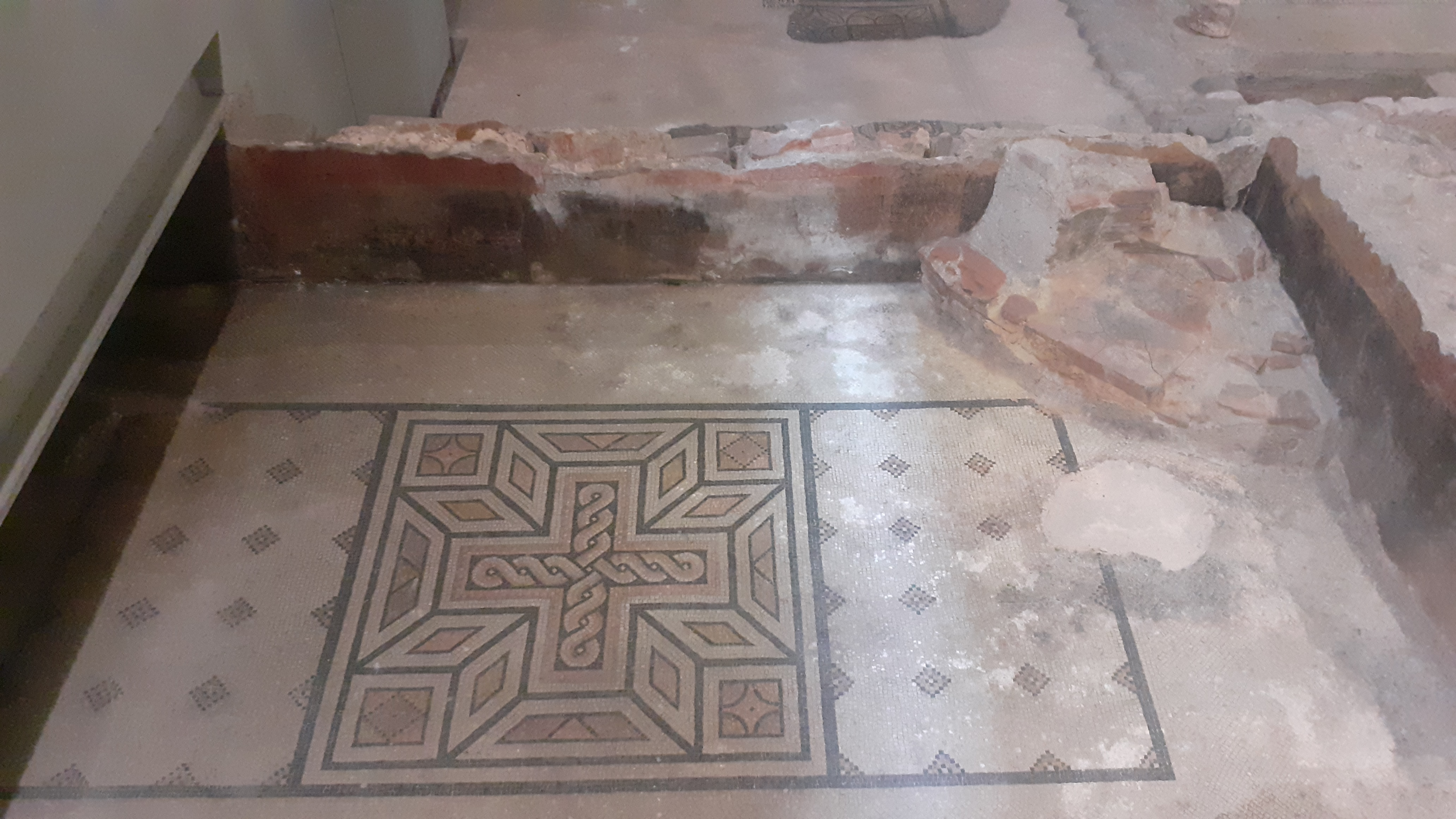
Mosaico policromo della domus

L'edificio, composto da un unico livello, aveva un'estensione di circa 400 m2 e si trovava sul limite meridionale della Verona romana, non distante dalle mura della città. L'ingresso e l'affaccio principale si trovavano su un cardo corrispondente all'attuale via San Cosimo.
L'edificio è caratterizzato da una corte centrale a cui venne aggiunto, in una fase successiva, un portico su tre lati. Le colonne del porticato, realizzate in tufo locale, anche se probabilmente erano rivestite in stucco, avevano capitelli tuscanici, ed erano sono posizionate a distanze variabili tra di loro, in modo che non venisse ostacolata l'illuminazione degli ambienti che si affacciavano sul cortile. Lo spazio aperto in un primo momento era in terra battuta, mentre successivamente venne lastricato con della pietra bianca, furono realizzate due vasche addossate ad una parete e fu posta, sull'asse centrale del cortile, una fontana di cui rimane il fondo in marmo greco e gli impianti in bronzo.
Tra gli ambienti lato strada se ne distingue uno in cui è stato rinvenuta una pavimentazione a mosaico con pannello centrale diviso in tre spazi, con ornati policromi a forma di rombi e di croce con treccia; della stessa stanza si è conservata lo zoccolo nero con riquadri rossi e gialli, ovvero la parte basamentale dei muri che racchiudevano lo spazio. In un angolo dello stesso ambiente venne costruito, probabilmente nel VI secolo, un camino con laterizi di recupero, segno, come alcuni rappezzi in argilla dei mosaici, di un utilizzo più povero della struttura rispetto ai precedenti periodi. A Nord di questo ambiente se ne trova un altro di dimensioni simili e pavimentazione sempre a mosaico, in questo caso, però, decorato da quadrati con pelte alternati a cerchi, riempiti con vari motivi. Anche qui si ritrova lo zoccolo nero, ma in questo caso con campiture rosse.
Sul lato opposto del cortile, a Est, si trovano un piccolo vano con apertura verso il portico, dove veniva scaricato il combustibile, un ambiente adiacente con l'impianto di riscaldamento, un ulteriore piccolo ambiente con il pavimento rialzato per il passaggio dell'aria calda che proveniva dalla caldaia, e infine due stanze di soggiorno utilizzate nei mesi invernali. L'ambiente di soggiorno situato più a Nord è caratterizzato dalle pareti rivestite di marmo rosso di Verona e dalla pavimentazione a mosaico, decorata con ottagoni e quadrati disposti attorno a un rettangolo centrale, mentre l'ambiente di soggiorno a Sud presenta un mosaico con nastri policromi che delimitano dei campi decorati con motivi vegetali, un calice e un cesto di vimini.
Sul lato Nord del cortile si trovavano probabilmente gli ambienti estivi, caratterizzati da ampie aperture e pavimenti in cocciopesto e terreno battuto.